# Basiphyllaea sarcophylla
Basiphyllaea sarcophylla är en orkidéart som först beskrevs av Heinrich Gustav Reichenbach, och fick sitt nu gällande namn av Rudolf Schlechter. Basiphyllaea sarcophylla ingår i släktet Basiphyllaea och familjen orkidéer.
Artens utbredningsområde är Kuba. Inga underarter finns listade i Catalogue of Life.